# Premier Soccer League 2025 (Zimbabwe)
La Premier Soccer League 2025 è la 44ª edizione della massima serie del campionato di calcio dello Zimbabwe. La stagione è iniziata il 28 febbraio 2025 e si concluderà nell'ottobre successivo.
La squadra campione in carica è il Simba Bhora, che ha vinto il suo primo titolo nazionale nell'edizione 2024.

## Stagione

### Novità
Dalla stagione precedente sono stati retrocessi Bulawayo Chiefs, Hwange, Chegutu Pirates e Arenel Movers, ultimi quattro classificati del campionato. Al loro posto dalla Division One sono stati inizialmente promossi i vincitori dei quattro gironi: Kwekwe United (girone centro), Scotland Mabvuku (girone nord), Triangle United (girone est) e ZPC Hwange (girone sud). Tuttavia lo ZPC Hwange ha scelto di non iscriversi al campionato a causa dei problemi finanziari, e il loro slot in massima serie è stato acquistato dal MWOS.

### Formula
Le 18 squadre partecipanti giocano un girone all'italiana con partite di andata e ritorno, per un totale di 34 giornate. Al termine della stagione, la squadra prima classificata è campione dello Zimbabwe e si qualifica per la CAF Champions League 2026-2027, mentre la seconda classificata si qualifica per la Coppa della Confederazione CAF 2026-2027. Le ultime tre classificate sono invece automaticamente retrocesse in Division One.

## Squadre partecipanti
| Squadra              | Città       | Stagione precedente          |
| -------------------- | ----------- | ---------------------------- |
| Bikita Minerals      | Bikita      | 14° in Premier Soccer League |
| CAPS Utd             | Harare      | 9° in Premier Soccer League  |
| Chicken Inn          | Bulawayo    | 7° in Premier Soccer League  |
| Dynamos              | Harare      | 8° in Premier Soccer League  |
| Green Fuel           | Chisumbanje | 12° in Premier Soccer League |
| Herentals College    | Harare      | 5° in Premier Soccer League  |
| Highlanders          | Bulawayo    | 6° in Premier Soccer League  |
| Kariba               | Kariba      | 13° in Premier Soccer League |
| Kwekwe United        | Redcliff    | Division One                 |
| Manica Diamonds      | Mutare      | 4° in Premier Soccer League  |
| MWOS                 | Norton      | Division One                 |
| Ngezi Platinum Stars | Ngezi       | 3° in Premier Soccer League  |
| Platinum             | Zvishavane  | 2° in Premier Soccer League  |
| Scotland Mabvuku     | Mabvuku     | Division One                 |
| Simba Bhora          | Shamva      | Campione di Zimbabwe         |
| TelOne               | Gweru       | 10° in Premier Soccer League |
| Triangle United      | Chiredzi    | Division One                 |
| Yadah                | Harare      | 11° in Premier Soccer League |

## Classifica
|                     | Pos. | Squadra              | Pt | G | V | N | P | GF | GS | DR |
| ------------------- | ---- | -------------------- | -- | - | - | - | - | -- | -- | -- |
| Zimbabwe (bandiera) | 1.   | Bikita Minerals      | 0  | 0 | 0 | 0 | 0 | 0  | 0  | 0  |
|                     | 2.   | CAPS Utd             | 0  | 0 | 0 | 0 | 0 | 0  | 0  | 0  |
|                     | 3.   | Chicken Inn          | 0  | 0 | 0 | 0 | 0 | 0  | 0  | 0  |
|                     | 4.   | Dynamos              | 0  | 0 | 0 | 0 | 0 | 0  | 0  | 0  |
|                     | 5.   | Green Fuel           | 0  | 0 | 0 | 0 | 0 | 0  | 0  | 0  |
|                     | 6.   | Herentals College    | 0  | 0 | 0 | 0 | 0 | 0  | 0  | 0  |
|                     | 7.   | Highlanders          | 0  | 0 | 0 | 0 | 0 | 0  | 0  | 0  |
|                     | 8.   | Kariba               | 0  | 0 | 0 | 0 | 0 | 0  | 0  | 0  |
|                     | 9.   | Kwekwe United        | 0  | 0 | 0 | 0 | 0 | 0  | 0  | 0  |
|                     | 10.  | Manica Diamonds      | 0  | 0 | 0 | 0 | 0 | 0  | 0  | 0  |
|                     | 11.  | MWOS                 | 0  | 0 | 0 | 0 | 0 | 0  | 0  | 0  |
|                     | 12.  | Ngezi Platinum Stars | 0  | 0 | 0 | 0 | 0 | 0  | 0  | 0  |
|                     | 13.  | Platinum             | 0  | 0 | 0 | 0 | 0 | 0  | 0  | 0  |
|                     | 14.  | Scotland Mabvuku     | 0  | 0 | 0 | 0 | 0 | 0  | 0  | 0  |
|                     | 15.  | Simba Bhora          | 0  | 0 | 0 | 0 | 0 | 0  | 0  | 0  |
|                     | 16.  | TelOne               | 0  | 0 | 0 | 0 | 0 | 0  | 0  | 0  |
|                     | 17.  | Triangle United      | 0  | 0 | 0 | 0 | 0 | 0  | 0  | 0  |
|                     | 18.  | Yadah                | 0  | 0 | 0 | 0 | 0 | 0  | 0  | 0  |

Legenda
      Campione di Zimbabwe e ammessa alla CAF Champions League 2026-2027.
      Ammessa alla Coppa della Confederazione CAF 2026-2027.
      Retrocessa in Division One 2026.
Note:
Tre punti a vittoria, uno a pareggio, zero a sconfitta.